# (32514) 2001 OK34
2001 OK34 (asteroide 32514) é um asteroide da cintura principal. Possui uma excentricidade de 0.22502000 e uma inclinação de 11.69195º.
Este asteroide foi descoberto no dia 19 de julho de 2001 por NEAT em Palomar.